# Calochilus neocaledonicus
Calochilus neocaledonicus är en orkidéart som beskrevs av Rudolf Schlechter. Calochilus neocaledonicus ingår i släktet Calochilus och familjen orkidéer. Inga underarter finns listade i Catalogue of Life.